# D.J. Mbenga
Didier Ilunga Mbenga, detto D.J. (Kinshasa, 30 dicembre 1980), è un ex cestista della Repubblica Democratica del Congo con cittadinanza belga.

## Carriera
Il 6 marzo 2009 contro i Minnesota Timberwolves giocò la sua miglior partita in assoluto, con 10 punti e 5 stoppate.
Il 7 novembre 2009 contro i Memphis Grizzlies giocando la sua terza partita in carriera nel quintetto base per l'assenza sia di Andrew Bynum che di Pau Gasol, si ripete restando in campo 30 minuti e facendo registrare 5 punti, 4 stoppate e 13 rimbalzi.
Il 9 novembre 2009 fa la sua prima doppia doppia nella NBA con 10 punti e 12 rimbalzi.
Con il Belgio ha disputato i Campionati europei del 2011.

### Record personali
| Punti | 3 punti segnati | rimbalzi offensivi | rimbalzi difensivi | rimbalzi totali | assist | palle recuperate | stoppate | minuti giocati |
| 11    | nessuno         | 5                  | 8                  | 13              | 4      | 3                | 7        | 30 (2 volte)   |

## Statistiche

### NBA

#### Regular Season
| Anno       | Squadra          | PG  | PT | MP  | TC%  | 3P% | TL%  | RP  | AP  | PRP | SP  | PP  |
| ---------- | ---------------- | --- | -- | --- | ---- | --- | ---- | --- | --- | --- | --- | --- |
| 2004-2005  | Dallas Mavericks | 15  | 1  | 3,9 | 42,9 | 0,0 | 75,0 | 0,5 | 0,0 | 0,0 | 0,3 | 1,0 |
| 2005-2006  | Dallas Mavericks | 43  | 1  | 5,5 | 53,3 | 0,0 | 50,0 | 1,3 | 0,0 | 0,1 | 0,6 | 1,7 |
| 2006-2007  | Dallas Mavericks | 21  | 0  | 3,8 | 31,3 | 0,0 | 87,5 | 0,5 | 0,3 | 0,1 | 0,2 | 0,8 |
| 2007-2008  | G.S. Warriors    | 16  | 0  | 8,1 | 39,1 | 0,0 | 50,0 | 1,9 | 0,3 | 0,2 | 0,6 | 1,2 |
| 2007-2008  | L.A. Lakers      | 26  | 0  | 7,5 | 49,2 | 0,0 | 40,0 | 1,6 | 0,2 | 0,2 | 0,6 | 2,5 |
| 2008-2009† | L.A. Lakers      | 23  | 0  | 7,9 | 47,4 | 0,0 | 87,5 | 1,3 | 0,4 | 0,4 | 1,0 | 2,7 |
| 2009-2010† | L.A. Lakers      | 49  | 2  | 7,2 | 46,6 | 0,0 | 47,4 | 1,8 | 0,2 | 0,1 | 0,6 | 2,1 |
| 2010-2011  | N.O. Hornets     | 31  | 0  | 8,0 | 46,9 | 0,0 | 72,2 | 2,1 | 0,1 | 0,1 | 0,7 | 1,4 |
| Carriera   | Carriera         | 234 | 4  | 6,7 | 47,0 | 0,0 | 60,7 | 1,5 | 0,2 | 0,2 | 0,6 | 1,8 |

#### Play-off
| Anno     | Squadra          | PG | PT | MP  | TC%  | 3P% | TL%  | RP  | AP  | PRP | SP  | PP  |
| -------- | ---------------- | -- | -- | --- | ---- | --- | ---- | --- | --- | --- | --- | --- |
| 2006     | Dallas Mavericks | 7  | 0  | 3,6 | 33,3 | 0,0 | 50,0 | 1,1 | 0,0 | 0,0 | 0,1 | 0,6 |
| 2008     | L.A. Lakers      | 7  | 0  | 4,3 | 62,5 | 0,0 | 0,0  | 1,3 | 0,0 | 0,3 | 0,1 | 1,4 |
| 2009†    | L.A. Lakers      | 7  | 0  | 2,3 | 16,7 | 0,0 | 0,0  | 0,4 | 0,0 | 0,0 | 0,3 | 0,3 |
| 2010†    | L.A. Lakers      | 3  | 0  | 4,0 | 33,3 | 0,0 | 100  | 1,7 | 0,3 | 0,0 | 0,0 | 1,7 |
| 2011     | N.O. Hornets     | 5  | 0  | 5,2 | 100  | 0,0 | 50,0 | 1,0 | 0,2 | 0,4 | 0,6 | 1,0 |
| Carriera | Carriera         | 29 | 0  | 3,8 | 44,0 | -   | 80,0 | 1,0 | 0,1 | 0,1 | 0,2 | 0,9 |

## Palmarès
- Campionato belga: 1

Spirou Charleroi: 2003-04
- Campionato NBA: 2

Los Angeles Lakers: 2009, 2010

## Curiosità
È cintura nera di judo e conosce cinque lingue: due dialetti congolesi, il francese, il portoghese e l'inglese.